# Józef Mika (żołnierz)
Józef Mika ps. „Wrzos”, „Leszek”, „Szarotka” (ur. 6 stycznia 1927 w Gruszowie, zm. 25 czerwca 1951) – żołnierz Armii Krajowej, Narodowych Sił Zbrojnych oraz oddziału antykomunistycznego pod swoim dowództwem.

## Młodość do roku 1945
Józef Mika pochodził z Gruszowa. Ukończył 4 klasy szkoły powszechnej i dwie klasy szkoły rolniczej. Pod koniec okupacji wstąpił do oddziału młodzików Armii Krajowej, mimo młodego wieku brał udział w walce z okupantem, m.in. kradnąc granaty z niemieckich taborów.

## U „Salwy” 1945–1947
Po wojnie wszedł w skład sformowanego w połowie 1945 oddziału Narodowych Sił Zbrojnych pod dowództwem Jana Dubaniowskiego „Salwy” działającego na granicy powiatów myślenickiego i bocheńskiego. Początkowo Mika był dowódcą plutonu egzekucyjnego, następnie objął dowództwo nad jednym z pododdziałów i został formalnym zastępcą „Salwy”. W ramach amnestii 1947 roku „Salwa” ujawnił się i podpisał odezwę wzywającą do ujawnienia wszystkich jego podwładnych pozostających w ukryciu. Ujawnił się również Mika, który jednocześnie zgłosił się na ochotnika do walki z oddziałami partyzantów UPA, ale jego podanie zostało odrzucone.

## Oddział „Leszka” 1947–1950
We wrześniu 1947 podjął decyzję o powrocie do konspiracji. Stanął na czele nowo formowanego oddziału kontynuując niejako działalność zabitego we wrześniu 1947 „Salwy”. Oddział był nieuchwytny do października 1950 roku. Wtedy UB wykorzystało swojego agenta (był nim Marian Reniak, który wydał później swoje wspomnienia z tej akcji pod tytułem Człowiek stamtąd) wprowadzając go do grupy jako przedstawiciela rządu w Londynie. Agent doprowadził w październiku 1950 do aresztowania Miki i Mroza, przy próbie aresztowania zginęli z bronią w ręku Lenart i Przeciszowski.

## Proces i egzekucja
Sądzony był przez Wojskowy Sąd Rejonowy w Krakowie. Akt oskarżenia obejmował ponad 40 punktów, na czele z głównym zarzutem, że "w zamiarze zmiany przemocą ustroju Państwa Polskiego po zorganizowaniu bandy (...) był jej członkiem i faktycznym dowódcą". Po szybkim procesie wyrokiem z dnia 12 maja 1951 roku został skazany na karę śmierci. Stracony razem z Franciszkiem Mrozem w Więzieniu Montelupich w Krakowie 25 czerwca 1951 roku. Zostali pochowani w jednym grobie na Cmentarzu wojskowym przy ul. Prandoty w Krakowie (kw. LXXXIV-2-20).

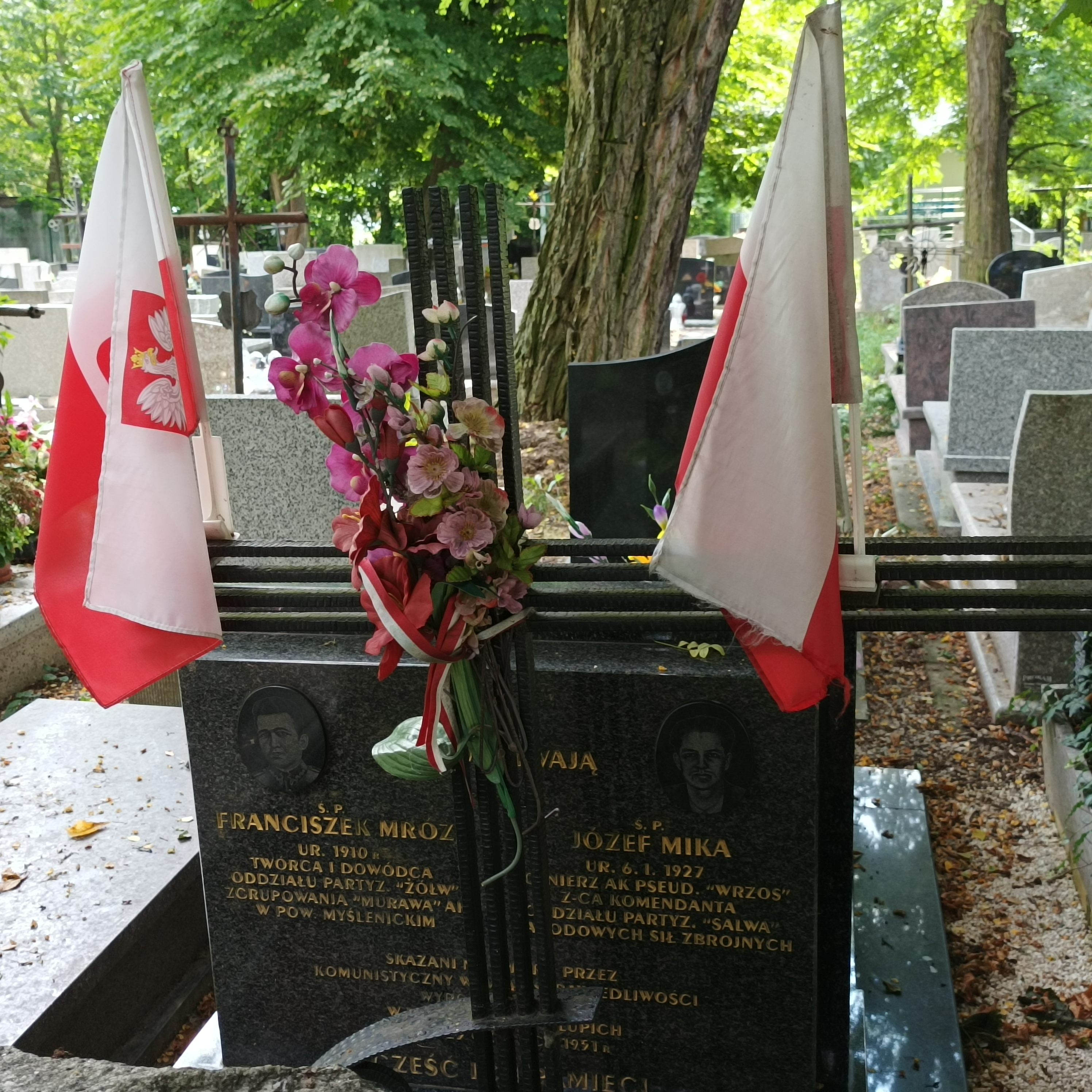
Grób Franciszka Mroza i Józefa Miki na cmentarzu przy ul. Prandoty